# Orthoceras strictum
 Orthoceras strictum lan mỏ chim là một loài lan được tìm thấy ở miền đông và miền nam Australia, cũng như New Zealand, New Caledonia và New Guinea.

## Hình ảnh

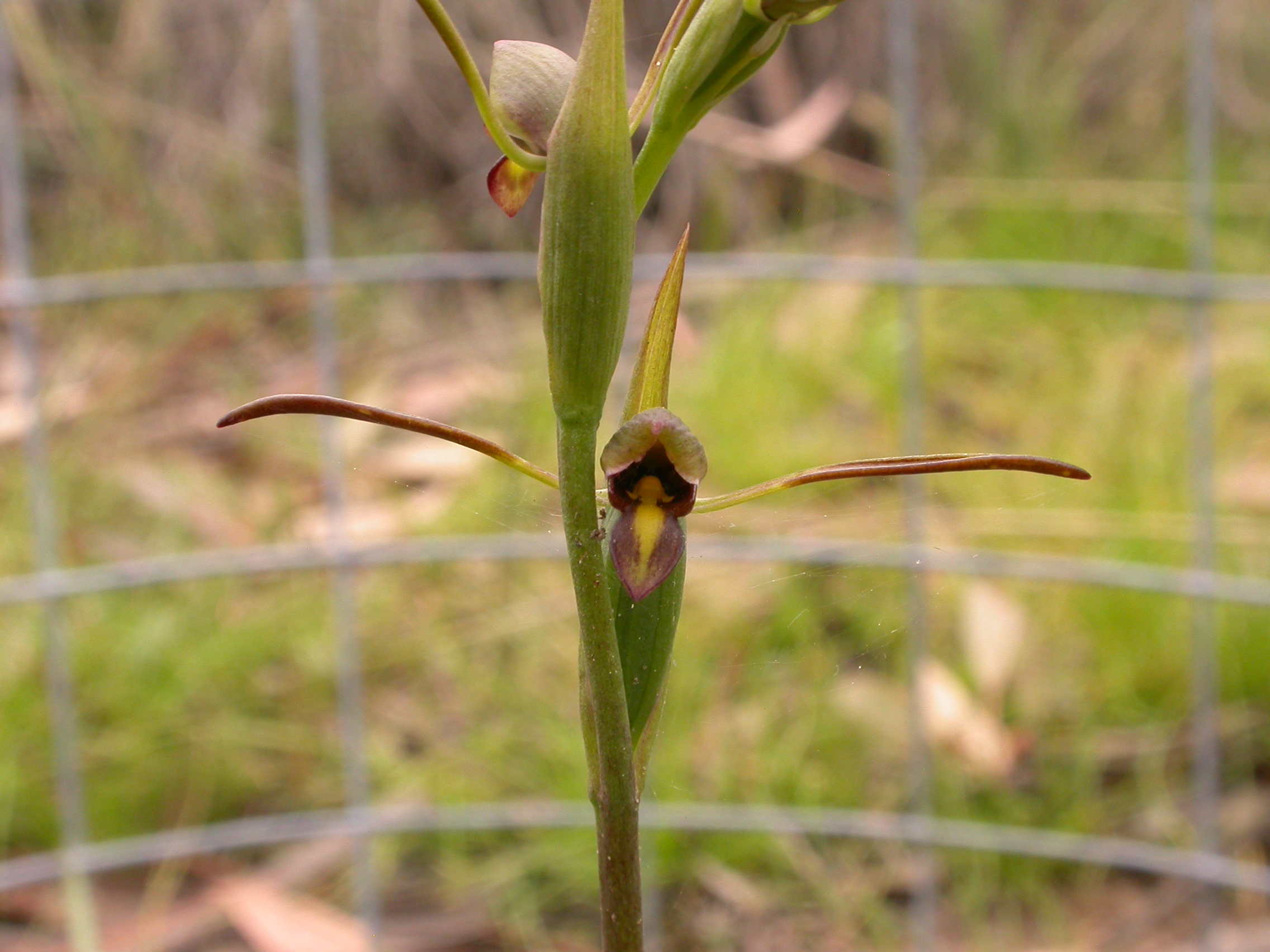
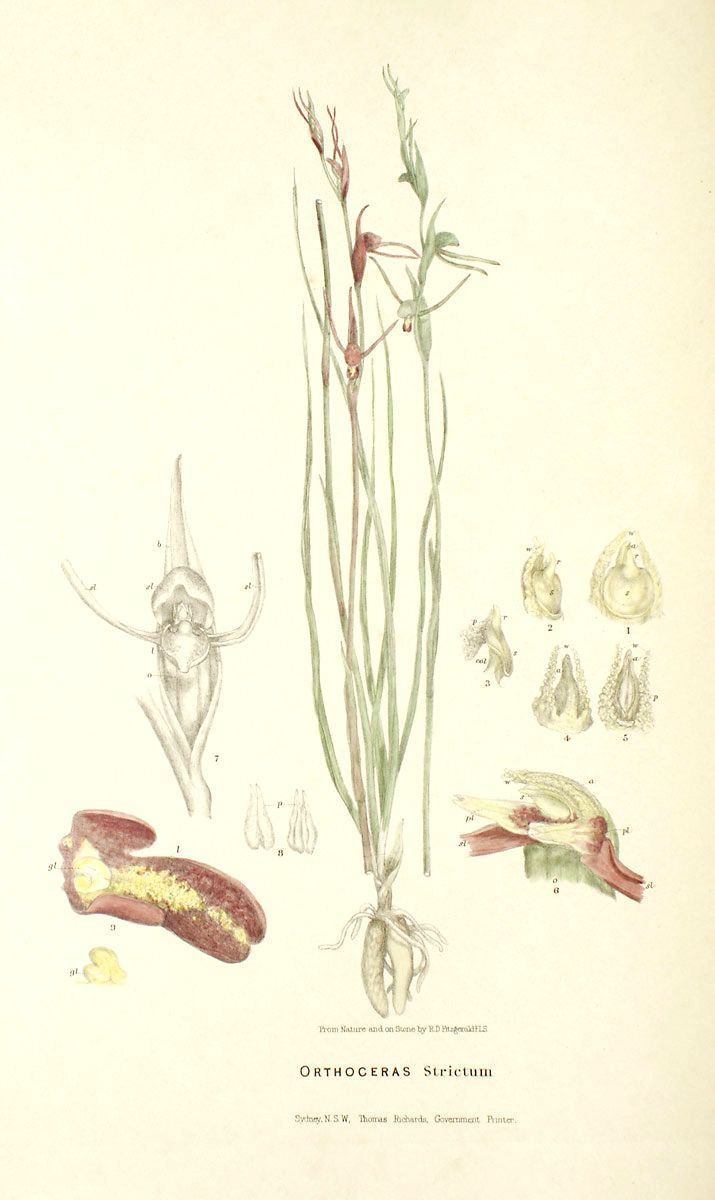
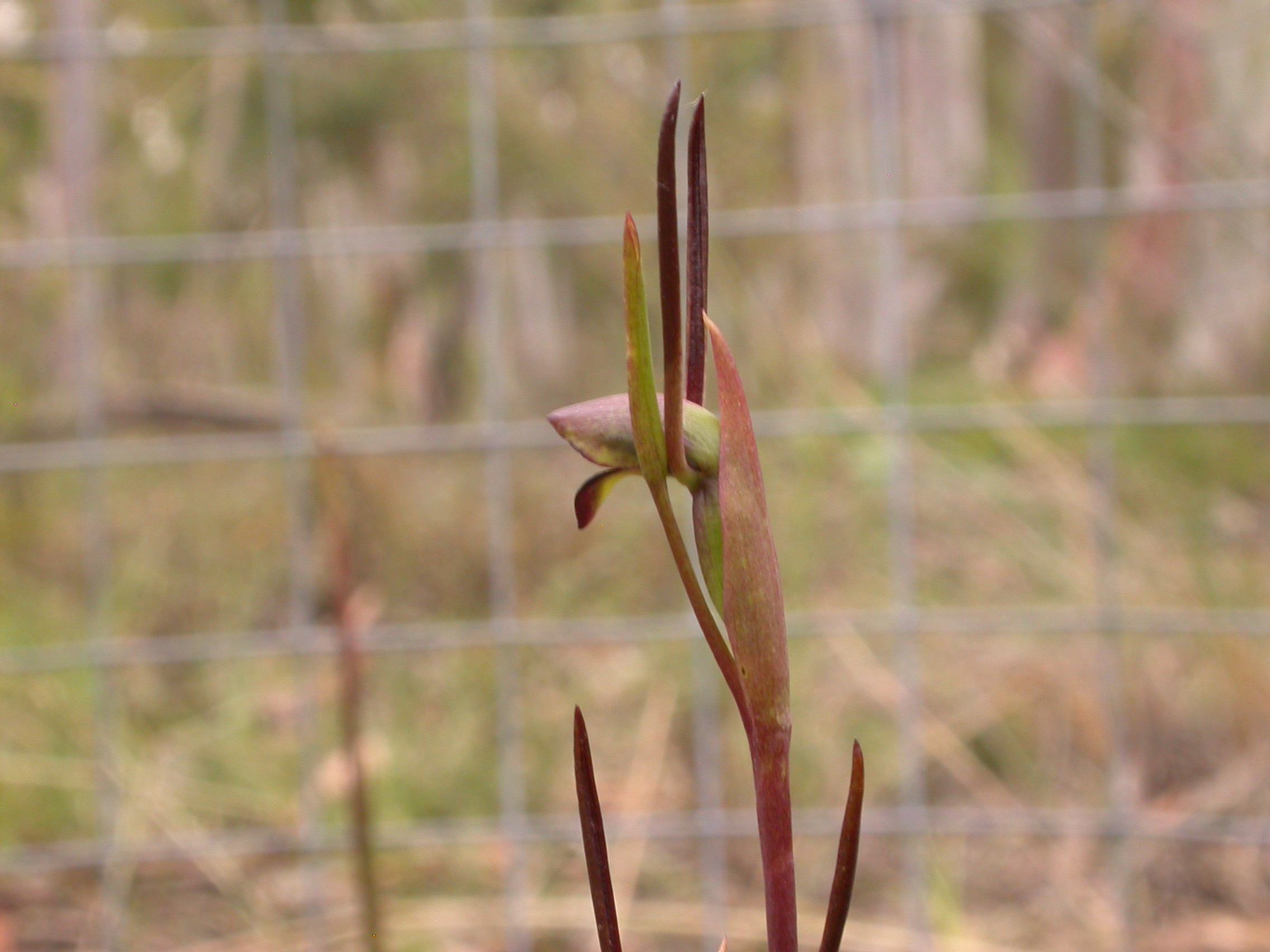